# Campeonato Mundial de Ciclismo em Pista de 1948
O Campeonato Mundial UCI de Ciclismo em Pista de 1948 foi realizado na cidade de Amsterdã, na Holanda entre os dias 23 e 29 de agosto. Foram disputadas cinco provas masculinas, três de profissionais e duas para amadores.

## Sumário de medalhas

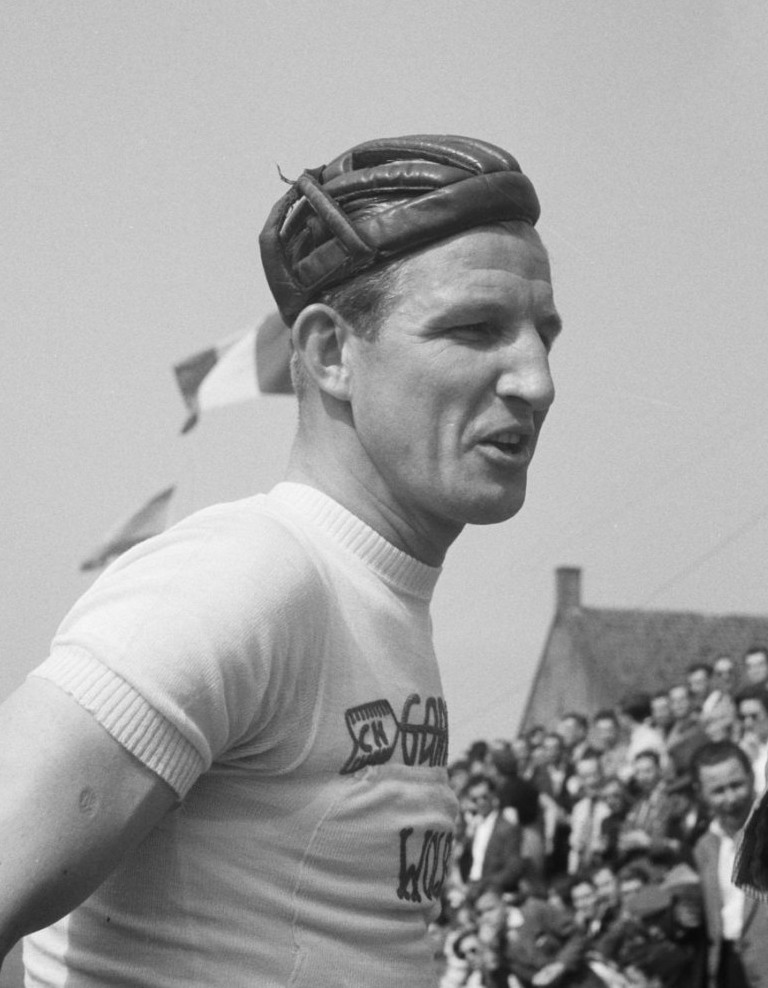
Gerrit Schulte ciclista holandês vencedor da prova de perseguição individual.

| Provas profissionais - masculino |                                |                             |                              |
| Velocidade individual            | Arie van Vliet · Países Baixos | Louis Gérardin · França     | Georges Senfftleben · França |
| Perseguição individual           | Gerrit Schulte · Países Baixos | Fausto Coppi · Itália       | Antonio Bevilacqua · Itália  |
| Motor-paced                      | Jean-Jacques Lamboley · França | Elio Frosio · Itália        | August Meuleman · Bélgica    |
| Provas amadoras - masculino      |                                |                             |                              |
| Velocidade individual            | Mario Ghella · Itália          | Axel Schandorff · Dinamarca | Reg Harris · Reino Unido     |
| Perseguição individual           | Guido Messina · Itália         | Jacques Dupont · França     | Charles Coste · França       |

## Quadro de medalhas
| Ordem | País          | Medalha de ouro | Medalha de prata | Medalha de bronze | Total |
| ----- | ------------- | --------------- | ---------------- | ----------------- | ----- |
| 1     | Itália        | 2               | 2                | 1                 | 5     |
| 2     | Países Baixos | 2               | 0                | 0                 | 2     |
| 3     | França        | 1               | 2                | 2                 | 5     |
| 4     | Dinamarca     | 0               | 1                | 0                 | 1     |
| 5     | Bélgica       | 0               | 0                | 1                 | 1     |
| -     | Reino Unido   | 0               | 0                | 1                 | 1     |